# Građani za europski razvoj Bugarske
Građani za europski razvoj Bugarske (bug. Граждани за европейско развитие на България), skraćeno GERB, politička stranka desnoga centra u Bugarskoj osnovana 2006. godine, koja se na vlasti nalazi od 2009. godine.
Njezin vođa i osnivač je Bojko Borisov, koji od 2009. obnaša dužnost premijera. Godine 2016. njezin je kandidat Rumen Radev izabran za predsjednika države.
GERB je član Europske pučke stranke.

## Vanjske poveznice
- Službena stranica (bug.)
- GERB's page on the European People's Party website